# Jean-Baptiste-Nicolas Parquin
Jean-Baptiste-Nicolas Parquin, né à le 5 décembre 1785 à Paris et mort dans cette même ville le 23 février 1839, est un avocat français du XIXe siècle.

## Biographie
Fils de Jean-Baptiste-Louis Parquin, maître épicier établi rue Saint-Martin, Jean-Baptiste-Nicolas Parquin choisit la profession d'avocat et prononce son premier plaidoyer en 1807.

Remarqué pour son talent oratoire - non exempt d'accents mélodramatiques - à l'occasion d'un procès pour adultère impliquant des notables, il s'illustre par la suite lors du jugement d'affaires plus politiques.

En 1816, il est ainsi l'avocat de M. de Lezay-Marnésia, préfet puis député du Lot. Celui-ci avait attaqué en diffamation les ex-députés ultraroyalistes Jean-Jacques Félix Sirieys de Mayrinhac et Pierre Joseph Lachèze-Murel, qui l'accusaient publiquement d'avoir abusé de ses prérogatives préfectorales pour organiser leur échec aux élections. Malgré la proximité de ces deux ultras avec le régime en place, Parquin obtient leur condamnation par le tribunal correctionnel de Paris.

En 1821, c'est devant la Cour des Pairs qu'il assure la défense du lieutenant Gauthier de La Verderie, impliqué dans le complot d'août 1820. Devant la même instance, il sera amené à défendre le terroriste Giuseppe Fieschi en 1836.
En 1830, maître Parquin, alors domicilié au no15 de la rue des Deux-Écus, achète les ruines du château royal du Vivier qu'il sauve ainsi de la disparition totale, pour y créer un parc à l'anglaise. Il y ouvre également des ateliers employant deux-cents ouvriers.

Royaliste modéré opposé aux mesures réactionnaires de la Seconde Restauration, il accueille favorablement l'avènement de Louis-Philippe. Nommé chevalier de la Légion d'honneur le 11 mars 1831, élu bâtonnier de l'ordre des avocats de Paris en 1832, 1833 et 1834, membre de la garde nationale, Parquin refuse pourtant plusieurs postes proposés par le régime de Juillet et doit renoncer en 1832 à la préfecture de la Seine après l'échec de la constitution d'un gouvernement « centriste » autour d'André Dupin. Candidat à la députation à plusieurs reprises (notamment face à Eusèbe de Salverte à Paris en 1837), il ne sera jamais élu.
En 1837, lors du procès en assises des conspirateurs bonapartistes arrêtés lors de la tentative de soulèvement de Strasbourg, il assure la défense de son frère cadet, le commandant Denis-Charles Parquin, prononçant à cette occasion un plaidoyer jugé particulièrement émouvant.
Il meurt en 1839 à l'âge de 53 ans et est inhumé au cimetière du Père-Lachaise (22e division).